# Геологічний музей Тернопільського національного педагогічного університету імені Володимира Гнатюка
Геологічний музей Тернопільського національного педагогічного університету імені Володимира Гнатюка — навчально-дослідницький заклад. Діє від 1991 року на
географічному факультеті ТНПУ.

## Відомості
Відділи:
- Історія геологічного розвитку Землі,
- Мінералогія,
- Виробні та дорогоцінні камені,
- Корисні копалини,
- Гірські породи,
- Палеонтологія,
- Травертини.

У 2004 році Йосип Свинко (ініціатор створення й очільник закладу) видав путівник по музею.

## Керівники
- Йосип Свинко,
- Петро Дем'янчук.